# Jorge Luis Gabrich
Jorge Luis Gabrich, né le 14 octobre 1963 à Chovet (province de Santa Fe, Argentine), est un footballeur argentin qui jouait au poste d'attaquant. Il reçoit le Ballon de bronze lors de la Coupe du monde des moins de 20 ans de 1983.

## Carrière
Né à Chovet, Gabrich commence à jouer au niveau professionnel avec le club local de Newell's Old Boys à l'âge de 16 ans.
Après ses bonnes performances à la Coupe du monde des moins de 20 ans en 1983, Gabrich est recruté par le FC Barcelone. Cependant, en raison de la limitation du nombre de joueurs étrangers, il est contraint de jouer avec l'équipe réserve, le FC Barcelone B et ne joue que deux matchs avec l'équipe première dans le championnat de première division, à cause d'une blessure de Diego Maradona.
Gabrich joue ensuite dans le championnat de France de D2 avec le Stade de Reims (saison 1986-1987), puis au Mexique (avec Veracruz et Tecos) avant de retourner en Argentine pour jouer au Newell's. Il met un terme à sa carrière de joueur à l'âge de 32 ans.

## Palmarès
- Finaliste de la Coupe du monde des moins de 20 ans 1983 avec l'équipe d'Argentine
- Ballon de bronze de la Coupe du monde des moins de 20 ans 1983